# Bert Dietz
Bert Dietz (Lipsia, 9 febbraio 1969) è un ex ciclista su strada e direttore sportivo tedesco.
Professionista dal 1994 al 2000, vinse una tappa alla Vuelta a España 1995.

## Carriera
Giovanissimo, viene ammesso nella "Deutsche Hochschule für Körperkultur", storica e famosa scuola di sport di Lipsia, nella Germania Est. Dopo aver svolto una buona prolifica e lunga carriera giovanile e dilettantistica, con diversi successi in corse soprattutto tedesche, approda abbastanza tardi al mondo del professionismo, a venticinque anni, nel 1994.
Dopo un primo anno di apprendistato, dove comunque coglie un nono posto nei campionati tedeschi in linea ed una convocazione per i mondiali di Agrigento. Riesce a cogliere il suo primo successo nel 1995, aggiudicandosi la dodicesima frazione della Vuelta a España 1995 davanti a Laurent Jalabert e Abraham Olano, ossia i due ciclisti che si contesero quell'edizione della corsa a tappe iberica. La frazione, che prevedeva l'arrivo in salita a Sierra Nevada, vide Dietz andare in fuga fin dalle prime fasi di corsa ed essere raggiunto, negli ultimi metri, da Jalabert, che nel frattempo era riuscitò a staccare Olano negli ultimissimi chilometri. Dietz venne incoraggiato proprio dal campione francese che gli lasciò il successo di tappa.
Nel 1996 riesce ancora a vincere, conquistando una frazione del Postgirot Open, ossia il Giro di Svezia, che conclude al secondo posto della generale dietro al danese Michael Blaudzun; si classifica inoltre secondo nella prima edizione per professionisti della HEW Cyclassics e terzo al Trofeo Luis Puig. L'anno dopo riesce a vincere due corse, una prova in linea tedesca e una tappa della Vuelta a Aragón. Finì poi secondo nella classifica generale del Bayern Rundfahrt, quinto nella Tre Giorni di La Panne e undicesimo nel Giro del Piemonte.
Nel 1998 ottiene una vittoria nella Corsa della Pace ma non riesce ad ottenere altri risultati di grande rilievo; è undicesimo al Giro del Lussemburgo ed alla Vuelta a España raccoglie un ottavo posto nella tredicesima tappa. Nella stagione seguente passa a correre per una piccola squadra tedesca con cui vince ancora un paio di corse in Germania, mentre nel 2000 viene anche convocato per i mondiali chiusi nelle posizioni di rincalzo. Decide quindi di ritirarsi a soli trentuno anni.
Dopo il ritiro rimase nell'ambiente ciclistico come dirigente fino al 2007 per poi aprire un negozio di abbigliamento sportivo. Nella sua carriera figura però l'ombra del doping. Come lui stesso ha ammesso in recenti interviste alla televisione tedesca durante il periodo di militanza alla Telekom l'uso di sostanze dopanti come l'EPO era largamente diffuso e gli stessi dirigenti e medici della squadra oltre a esserne al corrente incentivavano ciò.

## Palmarès
- 1990 (Dilettanti)

Classifica generale Internationale Thüringen Rundfahrt
3ª tappa Corsa della Pace
2ª tappa Tour du Loir-et-Cher
- 1991 (Dilettanti)

1ª tappa Internationale Thüringen Rundfahrt
6ª tappa Corsa della Pace
- 1992 (Dilettanti)

Classifica generale Hessen-Rundfahrt
Classifica generale Internationale Thüringen Rundfahrt
Rund um die Nürnberger Altstadt
5ª tappa Corsa della Pace
- 1993 (Dilettanti)

Campionati tedeschi dilettanti, Prova in linea
6ª tappa Internationale Niedersachsen-Rundfahrt
Classifica generale Internationale Niedersachsen-Rundfahrt
Classifica generale Rheinland-Pfalz Rundfahrt
2ª tappa Österreich-Rundfahrt
- 1995

12ª tappa Vuelta a España
- 1996

3ª tappa 1ª semitappa Postgirot Open
- 1997

Rund um den Flughafen Köln-Bonn
1ª tappa Vuelta a Aragón
- 1998

7ª tappa Corsa della Pace
- 1999

Köln-Schuld-Frechen
- 2000

6ª tappa Corsa della Pace

## Piazzamenti

### Grandi Giri
- Vuelta a España

1995: 32º
1996: ritirato
1998: 79º

### Classiche monumento
- Milano-Sanremo

1996: 120º
- Giro delle Fiandre

1995: 28º
1997: 78º
- Parigi-Roubaix

1994: 32º
1995: 15º
1997: 37º
Giro di Lombardia
1997: 20º

### Competizioni mondiali
- Campionati del mondo su strada

Utsunomiya 1990 - In linea Dilettanti: 21º
Oslo 1993 - In linea Dilettanti: 21º
Agrigento 1994 - In Linea: 50º
San Sebastián 1997 - In linea: 54º
Valkenburg 1998 - In linea: ?
Plouay 2000 In Linea: 65º